# Richard Ochoa
Pour les articles homonymes, voir Ochoa.
Ochoa  Quintero est un nom espagnol. Le premier nom de famille, en général paternel, est Ochoa ; le second, en général maternel, souvent omis, est Quintero.
Richard Ochoa Quintero, né le 14 février 1984 et mort le 19 juillet 2015, est un coureur cycliste vénézuélien.

## Biographie
Le 19 juillet 2015, Richard Ochoa décède accidentellement, renversé par une moto lors d'une sortie d’entraînement.

## Palmarès sur route

### Par années
- 2005
  - Vuelta al Estado Portuguesa :
    - Classement général
    - 2eb étape

  -  Médaillé d'argent du contre-la-montre aux Juegos del Alba
- 2006
  - Vuelta a la Independencia Nacional :
    - Classement général
    - 3e et 7ea (contre-la-montre) étapes

  - Vuelta a Yacambu-Lara :
    - Classement général
    - 2ea étape (contre-la-montre)

  - 2e du championnat du Venezuela du contre-la-montre espoirs
- 2008
  - 7e étape du Tour du Venezuela
- 2009
  - 4e étape de la Vuelta a Lara
  - 3e du championnat du Venezuela du contre-la-montre
- 2011
  -  Médaillé d'argent du contre-la-montre aux Juegos del Alba
  - 3e du championnat du Venezuela du contre-la-montre
  - 3e du championnat du Venezuela sur route
  -  Médaillé de bronze de la course en ligne aux Juegos del Alba

### Classements mondiaux
| Année            | 2005 | 2006 | 2007 | 2008 | 2009 | 2010 | 2011 | 2012 |
| ---------------- | ---- | ---- | ---- | ---- | ---- | ---- | ---- | ---- |
| UCI America Tour | 316e | 176e | 95e  | 130e |      |      | 67e  | 331e |

## Palmarès sur piste

### Championnats panaméricains
- Tinaquillo 2004 :
  -  Médaillé d'or de la course aux points
  -  Médaillé d'argent de la poursuite par équipes
- Valencia 2007 :
  -  Médaillé d'argent de la poursuite par équipes

### Jeux panaméricains
- Rio de Janeiro 2007
  -  Médaillé de bronze de la poursuite par équipes
  -  Médaillé de bronze de l'américaine

### Jeux sud-américains
- Santiago 2014
  -  Médaillé de bronze de la poursuite par équipes

### Jeux d'Amérique centrale et des Caraïbes
- Carthagène des Indes 2006
  -  Médaillé d'or de la course aux points[8]
- Mayagüez 2010
  -  Médaillé d'argent de la course aux points
  -  Médaillé d'or du scratch

### Championnats nationaux
- 2012
  -  Champion du Venezuela de poursuite par équipes (avec Manuel Briceño, Randal Figueroa et Isaac Yaguaro)
  -  Champion du Venezuela de course aux points
  -  Champion du Venezuela de l'américaine (avec Máximo Rojas)
  - 2e du championnat du Venezuela du scratch
- 2013
  -  Champion du Venezuela de l'américaine (avec Manuel Briceño)
- 2014
  - 3e du championnat du Venezuela de course aux points